# Quercus calophylla
Quercus calophylla es una especie de árbol de la familia Fagaceae, algunos de sus nombres comunes son: corturapi, encino aguacatillo, encino de asta, encino bellotero, encino blanco, encino cenizo, encino papatla, encino rosillo, roble y urupcu.

## Descripción
Es un árbol grande de 8 a 25 m de altura y con diámetro del tronco de 45 cm (-80), la corteza es de color café con grietas irregulares; las ramillas miden de 4-5 mm de ancho, son glabras o tomentosas, de color oscuro rojizo; las yemas miden 5-6 mm de largo, terminan en punta, la escama algunas veces es ciliada; las hoja son elíptica-lanceolada, elíptica-oblanceolada, obovada u ovada, muchas veces más anchas en la parte media, coriáceas, miden de 9 a 26 cm de largo por 3.5 a 14 cm de ancho, sub cordada o truncada en la base, con márgenes ondulados o toscamente dentada; haz verde oscuro liso y lustroso; envés densamente tomentoso de blanco a amarillento, de 8 a 14 pareas de nervios laterales; los peciolos miden de 15 a 20 mm algunas veces hasta 40 mm de largo; amentos (el amento es una inflorescencia formada generalmente por muchas flores unisexuales dispuestas como en la espiga) estaminado mide de 5 a 6 cm, viloso (con pelos largos), laxamente florado, anteras apiculadas; amento pistilado de 1.5 a 2 cm de largo, con 2 a 3 flores. Tiene fruto bianual, solitario o en pares, e un pedúnculo robusto de 8 a 12 mm de largo; la cúpula de 16 a 20 mm de ancho y de 10-12 mm de alto; hemisférica, márgenes, las escamas ovadas o lanceoladas, delgadas, muchas veces ligeramente adpresas, redondeadas en el ápice, puberulentas; bellota ovoide de 15-24 mm de largo por 11-14 mm de ancho, al principio es muy puberulenta y después se torna glabra, de color café claro, una tercera parte se encuentra dentro de la cúpula.

## Distribución y hábitat
Cañadas o terrenos planos, en bosque de pino-encino y bosque mesófilo. 1200-2700 m s. n. m. México (Chihuahua, Chiapas, Colima, Distrito Federal, Durango, Guerrero, Guanajuato, Hidalgo, Jalisco, México, Morelos, Nayarit, Oaxaca, Puebla, San Luis Potosí, Sinaloa, Sonora, Veracruz) y Guatemala.

## Usos
Leña, carbón, cercas, cabos, redilas y cajas de empaque. El fruto tostado sirve para preparar una especie de café.

## Taxonomía
Quercus calophylla fue descrito en 1830 por Diederich von Schlechtendal y Adelbert von Chamisso en Linnaea 5: 79.
Esta especie ha sido históricamente tratada como Quercus candicans Née, con el nombre Q. calophylla en posición de sinónimo. Sin embargo, en 2018, un estudio del ejemplar de herbario en el que Luis Née sustentó su descripción de Q. candicans arrojó que no se trataba de una muestra de encino, sino de la asterácea Roldana sinuatus, cuyo nombre aceptado, en consecuencia, pasó a ser Roldana candicans.

### Etimología
Quercus: nombre genérico del latín que designaba igualmente al roble y a la encina
calophylla: epíteto de origen griego que significa "de hojas bellas"

### Sinonimia
- Quercus acuminata M.Martens & Galeotti nom. illeg.
- Quercus alamo Benth.
- Quercus calophylla f. acuminata (M.Martens & Galeotti) Seem. ex Trel.
- Quercus calophylla f. alamo (Benth.) Trel.
- Quercus calophylla f. flavida (Liebm.) Trel.
- Quercus calophylla f. intermedia (M.Martens & Galeotti) Seem. ex Trel.
- Quercus calophylla f. schiedeana Trel.
- Quercus calophylla var. typica A.Camus
- Quercus calophylla f. willdenowii Trel.
- Quercus candicans f. alligata Trel.
- Quercus candicans f. incurva Trel.
- Quercus candicans f. michoacana Trel.
- Quercus chimaltenangana f. gemmata C.H.Mull.
- Quercus flavida Liebm.
- Quercus intermedia M.Martens & Galeotti
- Quercus pagoda f. intermedia (M.Martens & Galeotti) Trel.
- Quercus umbrosa Endl.[4]